# Batman Beyond: Return of the Joker
Batman Beyond: Return of the Joker (ook bekend als Batman of the Future: Return of the Joker) is een direct-naar-video-animatiefilm gebaseerd op de animatieserie Batman of the Future. De film werd geregisseerd door Curt Geda. Will Friedle, Kevin Conroy en Mark Hamill spraken de stemmen van de hoofdpersonages in.
Voor uitgave werd de film vier minuten ingekort om scènes die men als te gewelddadig zag te verwijderen. De originele ongecensureerde versie kreeg van de MPAA de nominering “PG-13”.

## Verhaal
Na veertig jaar geleden spoorloos te zijn verdwenen duikt onverwacht The Joker weer op in Gotham City. Bruce Wayne, die als enige weet wat er veertig jaar terug met de Joker is gebeurd, kan onmogelijk geloven dat dit dezelfde man is. Desondanks gedraagt deze Joker zich precies zoals de oude Joker. Hij neemt controle over de Jokerz straatbende, en maakt zijn terugkeer in Gotham bekend.
De Joker laat zijn bende een aantal overvallen plegen, en de nieuwe Batman, Terry McGinnis, kan hen maar met moeite tegenhouden. Hij besluit meer informatie te winnen over zijn mentors aartsvijand bij politiecommissaris Barbara Gordon, de voormalige Batgirl. Zij weigert echter hem ook maar iets te vertellen.
Bruce is er nog altijd van overtuigd dat deze Joker een dubbelganger moet zijn van de echte, maar alles wijst erop dat het wel degelijk om dezelfde Joker gaat die veertig jaar geleden verdween. De reden dat Bruce dit niet gelooft is dat deze nieuwe Joker veel te jong is om de echte Joker te zijn, en omdat Bruce zelf heeft gezien hoe de echte Joker om het leven kwam.
Terry, die altijd al vermoedde dat Bruce hem niet alles heeft verteld over zijn tijd als Batman, vraagt Bruce of hij misschien de Joker heeft vermoord. In plaats van antwoord te geven vraagt Bruce Terry om zijn Batsuit terug te geven. Woedend gooit Terry het pak voor Bruce’ voeten en stormt de batcave uit.
Later bevindt Terry zich met zijn vriendin Dana in een nachtclub, waar hij wordt aangevallen door de Jokerz. Hij weet de aanval af te slaan, maar beseft dat de Jokerz, of hun baas, zijn ware identiteit kent. Hij haast zich terug naar de Batcave. Daar wordt Bruce Wayne net aangevallen door The Joker met een dosis van diens gif. Terry geeft Bruce een tegengif. Ook Barbara Gordon komt naar de Batcave, en vertelt Terry eindelijk wat er veertig jaar geleden gebeurd is:
Het gebeurde toen Dick Grayson (voorheen Batmans helper Robin) reeds Nightwing was geworden en Gotham had verlaten. Tim Drake, de nieuwe Robin, was op een solomissie en werd hierbij gevangen door de Joker en diens helper Harley Quinn. De Joker onderwierp Tim aan een groot aantal fysieke en psychologische martelingen, waarbij hij Tim onder andere veranderde in een jonge versie van zichzelf (hij bleekte Tims huid en verfde zijn haar groen). Uiteindelijk dreef de marteling Tim tot waanzin en de Joker adopteerde hem als zijn zoon, "J.J." Gedurende de marteling had Tim Joker al Batmans geheimen onthuld, inclusief diens geheime identiteit. Toen Batman en Batgirl Joker en Quinn uiteindelijk vonden in Arkham Asylum, introduceerde Joker hen aan J.J. Batman ging bij het zien van Tim/J.J door het lint en achtervolgde Joker door het hele gebouw. Batgirl versloeg Harley, en Batman haalde Joker in. Joker stak Batman in zijn been, en gaf J.J. de opdracht om de gewonde Batman neer te schieten. J.J. weigerde, en schoot in plaats daarvan Joker neer.
Batman en Batgirl begroeven naderhand het lijk van Joker. Naast hen waren Barbara’s vader James Gordon, Bruce’ butler Alfred, en Dick Grayson de enigen die wisten wat zich die avond had afgespeeld. Een psychisch getraumatiseerde Tim werd achtergelaten onder toezicht van Bruce’ oude vriend Dr. Leslie Thompkins, die hem er langzaam bovenop leek te krijgen. Toen Tim was genezen verbood Batman hem om ooit nog Robin te worden. Tim verliet uiteindelijk Bruce’ landhuis, trouwde en kreeg twee kinderen.
Na dit alles te hebben gehoord bezoekt Terry de nu volwassen Tim Drake, maar die ontkent iets met de nieuwe Joker te maken te hebben en kijkt met afgrijzen terug op zijn tijd als Robin.
Terry verdenkt vervolgens Jordan Price, Bruce’ rivaal bij Wayne Enterprises. Terry bezoekt Price’ jacht, maar ontdekt daar dat Jokerz proberen Price te vermoorden. Terry weet Price te redden van de aanslag. Price is dus ook niet de nieuwe Joker, maar was wel betrokken bij diens activiteiten.
Terug in de Batcave ziet Terry dat alleen het Robinkostuum dat daar hing beschadigd is toen de Joker de grot binnendrong. Dit leidt tot zijn conclusie dat Tim Drake toch iets met de Joker te maken heeft. Terry (als Batman) confronteert Tim op diens werk, maar wordt in een val gelokt. Hij ontsnapt met de Batmobile, en volgt de Joker naar een verlaten snoepfabriek. Daar ontdekt hij het geheim achter de nieuwe Joker: via gestolen genetische technologie heeft de originele Joker zijn bewustzijn en DNA in een microchip overgeplaatst, en deze geïmplanteerd bij Tim Drake. Iedere keer dat de chip wordt geactiveerd, verandert Tim in de Joker. Spoedig zal de chip permanent aanstaan en Tim voorgoed in de nieuwe Joker veranderen.
The Joker probeert met de technologie die hij reeds heeft gestolen een verdedigingssatelliet over te nemen en de laser van deze satelliet op Gotham te gebruiken. Voor hij kan schieten laat Terry Bruce’ waakhond Ace los op de Joker. Joker wordt afgeleid en Terry herprogrammeert de satelliet om in plaats van Gotham de fabriek te raken.
De Joker probeert te ontkomen, maar Terry sluit de fabriek af. Vervolgens komt het tot een confrontatie tussen de twee. De nieuwe Joker is duidelijk sterker dan de originele Joker, en kan zich gemakkelijk staande houden tegenover Terry. Terry krijgt van Bruce te horen dat de Joker “ervan houdt om te praten” en verandert van tactiek. Hij verstopt zich bij het plafond en begint een psychologisch spelletje met de Joker door hem te plagen met diens obsessie Batman te verslaan. Uiteindelijk weet Terry zo dicht genoeg bij de Joker te komen om hem te elektrocuteren met zijn eigen joy buzzer. De elektriciteit vernietigt de microchip. De Joker is nu voorgoed weggevaagd en Tim Drake wordt weer zichzelf. Terry, Tim en Ace kunnen de fabriek nog net verlaten voordat de satelliet zijn laser afvuurt.
In de gevangenis wordt onthult dat twee leden van de Jokerz straatbende de kleindochters zijn van Harley Quinn. De film eindigt met Bruce, Barbara en Tim die in een ziekenhuiskamer eindelijk worden herenigd. Terry, als Batman, verdwijnt in de straten van Gotham.

## Rolverdeling
| Acteur                | Personage                            |
| --------------------- | ------------------------------------ |
| Will Friedle          | Terry McGinnis / Batman              |
| Kevin Conroy          | Bruce Wayne / originele Batman       |
| Mark Hamill           | The Joker Jordan Price               |
| Angie Harmon          | Commissioner Barbara Gordon          |
| Dean Stockwell        | Tim Drake                            |
| Teri Garr             | Mary McGinnis                        |
| Arleen Sorkin         | Harley Quinn                         |
| Tara Strong           | Barbara Gordon / Batgirl             |
| Mathew Valencia       | jonge Tim Drake / Robin              |
| Melissa Joan Hart     | Delia & Deidre Dennis / Dee-Dee      |
| Don Harvey            | Charles Buntz / Chucko               |
| Michael Rosenbaum     | Stewart Carter Winthrop III / Ghoul  |
| Frank Welker          | Woof the Hyena-Man Ace the Bat-Hound |
| Henry Rollins         | Benjamin Knox / Bonk                 |
| Rachael Leigh Cook    | Chelsea Cunningham                   |
| Lauren Tom            | Dana Tan                             |
| Mary Scheer           | Mrs. Drake                           |
| Vernee Watson-Johnson | Ms. Joyce Carr                       |

## Achtergrond

### Connecties met de televisieserie
De film speelt zich af in het DC Animated Universe. Het grootste deel van de film speelt zich af na het derde seizoen van Batman of the Future, en de flashback scènes na Justice League Unlimited.

### Aanpassingen
Toen de film voor het eerst werd uitgebracht, werd hij sterk aangepast om de meest gewelddadige scènes te verwijderen. Dit naar aanleiding van de moorden op de Columbine High School. Veel van de veranderingen werden gezien als controversieel. De originele ongecensureerde versie werd later alsnog uitgebracht.
De volgende scènes werden veranderd in de gecensureerde versie:
- De openingsscène werd ingekort om minder gevechten te tonen.
- Veel witte flitsen werden toegevoegd aan de actiescènes, en veel gevechten ingekort.
- Een scène waarin Bruce met een Batarang een Two-Face pop onthoofd werd zo aangepast dat de pop eruit werd geknipt en Bruce de Batarang enkel werpt en weer vangt.
- Autogordels werden toegevoegd in de scènes met de Batmobile.
- De manier hoe de joker een van zijn handlangers vermoord is veranderd, inplaats van hem neer te schieten gebruikt hij nu zijn jokergas.
- Een scene waarin joker de jokerz bende intimideert is er uit geknipt.
- In de scène waarin Terry de verwoeste Batcave binnen komt en de letters 'HA! HA!' op de grond geschreven ziet werd de kleur van deze letters veranderd van rood naar paars.
- In de flashback is een scène waarin Bruce een mes naar de Joker gooit verwijderd.
- Veel van de martelscènes zijn aangepast of eruit geknipt.
- In de aangepaste versie schiet Tim/J.J Joker niet neer met zijn eigen pistool, maar duwt hem op een natte elektriciteitskabel waardoor Joker buiten beeld wordt geëlektrocuteerd.
- In de aangepaste versie steekt Joker Batman niet neer, maar slaat hem neer. Wel is als de Joker Batman neerslaat het mes te zien.
- Meerdere scenes waarin de joker de stad vernietigd met de lezer zijn aangepast of eruit geknipt.
- Veel bloed is uit de aangepaste versie verwijderd. Tevens zijn veel dialogen aangepast.

### Stripversie
De film werd verwerkt tot een strip. Deze strip is grotendeels ongecensureerd. Alleen de dood van de Joker is in de strip gelijk aan die in de gecensureerde versie van de film. Verder bevat de strip een paar scènes die nooit in de film zijn verwerkt.

### Soundtrack
1. Batman Beyond: Return of the Joker (Main Title)
2. Industrial Heist
3. Meet the Joker
4. Joker Crashes Bruce's Party
5. Terry Relieved of Duty
6. Nightclub Fight / Terry Rescues Bruce
7. A Trap for Tim
8. Joker Family Portrait
9. Arkham Mayhem
10. Batman Defeats the Jokerz
11. Joker Meets His End (Again)
12. Healing Old Wounds
13. Mephisto Odyssey & Static-X - Crash (The Humble Brothers Remix)
14. Kenny Wayne Shepard - Batman Beyond: Return of the Joker (End Title)

## Trivia
- Schrijver Paul Dini heeft een cameo in de film
- De Jokerz bende in de film is anders dan die in de serie.
- Terry's conclusie dat Price wellicht de Joker is, is een referentie naar het feit dat de stemmen van beide personages worden gedaan door dezelfde acteur: Mark Hamill.
- Oorspronkelijk zou Harley Quinn omkomen in de flashbackscène, maar Dini wilde niet zijn grootste bijdrage aan de Batman-franchise ombrengen. Daarom werd een extra scène toegevoegd met de oude Harley.